# 偽造語言
偽造語言或稱虛假語言（英語：Spurious languages）是指據報道存在於知名著作中的語言，而其他研究報告稱相關語言並不存在。目前為止一些虛假語言已被證明不存在，另外一些虛假語言亦幾乎沒有證據支持它們的存在，並在後來的學術研究中被駁回。由於研究有限，其餘虛假語言仍然不確定是否存在。在某些情況下，一種所謂的語言被追蹤到，結果只是另一種已知的語言。當語言變體以地點或種族命名時，這種情況很常見，於是便造成「虛假語言」的出現。
一些所謂的「語言」最終被證明是騙局，例如巴西的庫庫拉語或且路易斯安那州的塔恩薩語。還有一些虛假語言源自無心的錯誤，儘管原作者已經被糾正，但文獻中仍然存在這些錯誤。其中一個例子是 Hongote，其為1892年時賦予兩個殖民地單詞表的名字，一個是特林吉特語（Tlingit），另一個是薩利希語（Salishan），但被錯誤地列為巴塔哥尼亞語（Patagonian）。該錯誤在當年被糾正了三次，但一個世紀後格林伯格（Greenberg，1987）仍然將「Hongote」列為巴塔哥尼亞語:133。
巴布亞新幾內亞是地球上語言最多樣化的地區之一，就新幾內亞而言，一些虛假語言只是發布數據的語言調查的名稱。例如Mapi、Kia、Upper Digul、Upper Kaeme，這些語言在 1987 年 Ruhlen 1987 年 Ruhlen中被列為印度太平洋語言；而實際上這些語言只是對大阿尤語群和Ok語群進行研究時的語言調查名稱，這些名稱皆來自當地河流。

## 可疑語言
可疑語言（Dubious languages）是指那些不確定是否存在的語言，包括：
- Oropom語（英语：Oropom language） （今 乌干达）
- Imeraguen語（英语：Imeraguen language） （今 毛里塔尼亚）
- Nemadi方言（英语：Nemadi dialect） （今 毛里塔尼亚）
- Rer Bare語（英语：Rer Bare） （今 衣索比亞） （已滅絕）
- Tapeba（英语：Tapeba） （今 巴西）[3][4] – Tapeba為最近創建的一群土著民族，而非語言名稱
- 拉達克手語 – 沒有社區可以使用[5]
- Dek語（英语：Dek language） （今 喀麦隆）

## 外部連結
- . SIL International.   [2024-06-06]. （原始内容存档于2018-03-28）..